# Domenico de' Domenichi
Domenico de' Domenichi, o también Domenico Domenici (Venecia, 15 de julio de 1416 - Brescia, 17 de febrero de 1478) fue un teólogo y obispo católico italiano, a quien el papa Pio II encargó un memorial de reforma de la Iglesia católica.

## Origen y formación
Domenico de' Domenichi nació en Venecia en el seno de una familia de origen bresciano. Sus padres fueron Piero y Cristina Seguro di Sante. Posiblemente, al quedar huérfano de padre, fue educado por el cardenal humanista y reformador Antonio Correr en Bolonia. Aprendió retórica del médico Pietro Tomasi, mientras estudió artes liberales en la Universidad de Padua, donde obtuvo la licencia el 6 de agosto de 1435. El 22 de enero de 1436, en la misma Alma máter se doctoró en artes.
En cuanto a los estudios religiosos, no se sabe bien donde realizó la teología, pero su influencia es claramente de la escuela tomista. En la Universidad de Padua seguramente realizó los estudios canónicos.

## Carrera eclesiástica
Entre 1442 y 1444 fue deán de la Colegiata di Cividale. Hacia 1447 fue nombrado protonotario apostólico, lo que le obligó a trasladarse a Roma, allí conoció a fondo la realidad de la curia y de la Iglesia romana.
Fue nombrado obispo de Torcello el 20 de febrero de 1448 por el papa Nicolás V y en 1557 refrendario de la Signatura Apostólica. Bajo el pontificado de Calixto III fue el protegido del cardenal Eneas Silvio Piccolomini, futuro papa Pio II, de quien recibió numerosos encargos, entre los cuales: miembro de diversas comisiones teológicas, consejero teológico del papa y enviado en varias misiones diplomáticas.

### Tractatus de reformationibus
En 1458 fue escogido por el recién elegido papa Pio II, junto a Nicolás de Cusa, para realizar un análisis sobre la reforma de la curia, para lo cual escribe el Tractatus de reformationibus Romanae curiae (Tratado sobre la reforma de la curia Romana), donde presenta los males de la Iglesia del tiempo, el nepotismo, el lujo, la falta de residencia de los obispos en sus diócesis, la ignorancia de los clérigos y el poco empeño que los prelados metían a la hora de hacer una verdadera reforma. Sin embargo, él mismo en su tratado, no hace ningún plan o proyecto de reforma, ya que se sentía como una voz «fuera del coro».
El documento de Domenichi si divide en 22 sesiones, en las dos primeras hace una radiografía de los abusos cometidos por los clérigos y de las enmiendas que se deben hacer, señalando que la reforma debe comenzar desde el vértice de la Iglesia hacia los pies, es decir, comenzando desde el papa y los cardenales, pasando por los obispos y demás prelados hasta llegar a los fieles. Para Domenichi el papa y las personas que lo rodean deben ser intachables, de tal manera que así puedan ser ejemplo para los fieles.

### Obispo de Brescia
El 16 de septiembre de 1464 fue nombrado vicario general de Roma y el 14 de noviembre del mismo año, obispo de Brescia, diócesis en la que convocó en 1467, un Sínodo, donde se emanaron importantes documentos sobre la liturgia, la comunión a los enfermos, la actividad financiera de la diócesis, las costumbres del clero, los monasterios femeninos, entre otros. En 1470 llevó a cabo la construcción del palacio episcopal de Brescia.

## Fallecimiento
Domenico murió el 17 de febrero de 1478 y fue sepultado en la Catedral vieja de Brescia, donde se levanta un monumento fúnebre dedicado a él por sus sobrinos. Una larga inscripción en latín recuerda y celebra la cultura humanista, la doctrina y la actividad política y diplomática del obispo.

## Obras
Aparte del ya mencionado Tractatus de reformationibus curiae Romanae, Domenico de' Domenichi ha escrito numerosos tratados de teología, astronomía, derecho canónico, etc., entre los que destacan:
- De potestate papae «Sobre la potestad del papa» de 1456.
- De dignitate episcopali «Sobre la dignidad episcopal» de 1459.
- Consilium in materia creationis cardinalium de 1461.
- De sanguine Christi «Sobre la sangre de Cristo» de 1462.